# Муратово
Мура́тово (рос. Муратово) — селище у складі Новокузнецького району Кемеровської області, Росія. Входить до складу Центрального сільського поселення.

## Населення
Населення — 69 осіб (2010; 67 у 2002).
Національний склад (станом на 2002 рік):
- росіяни — 93 %